# Rio Chiquela
O rio Chiquela é um curso de água de Angola que faz parte da Vertente Atlântica.